# Abráziós terasz

Az abráziós part kialakulása:
1. Abráziós fülke
2. Abráziós terasz
3. Felhalmozódó törmelék

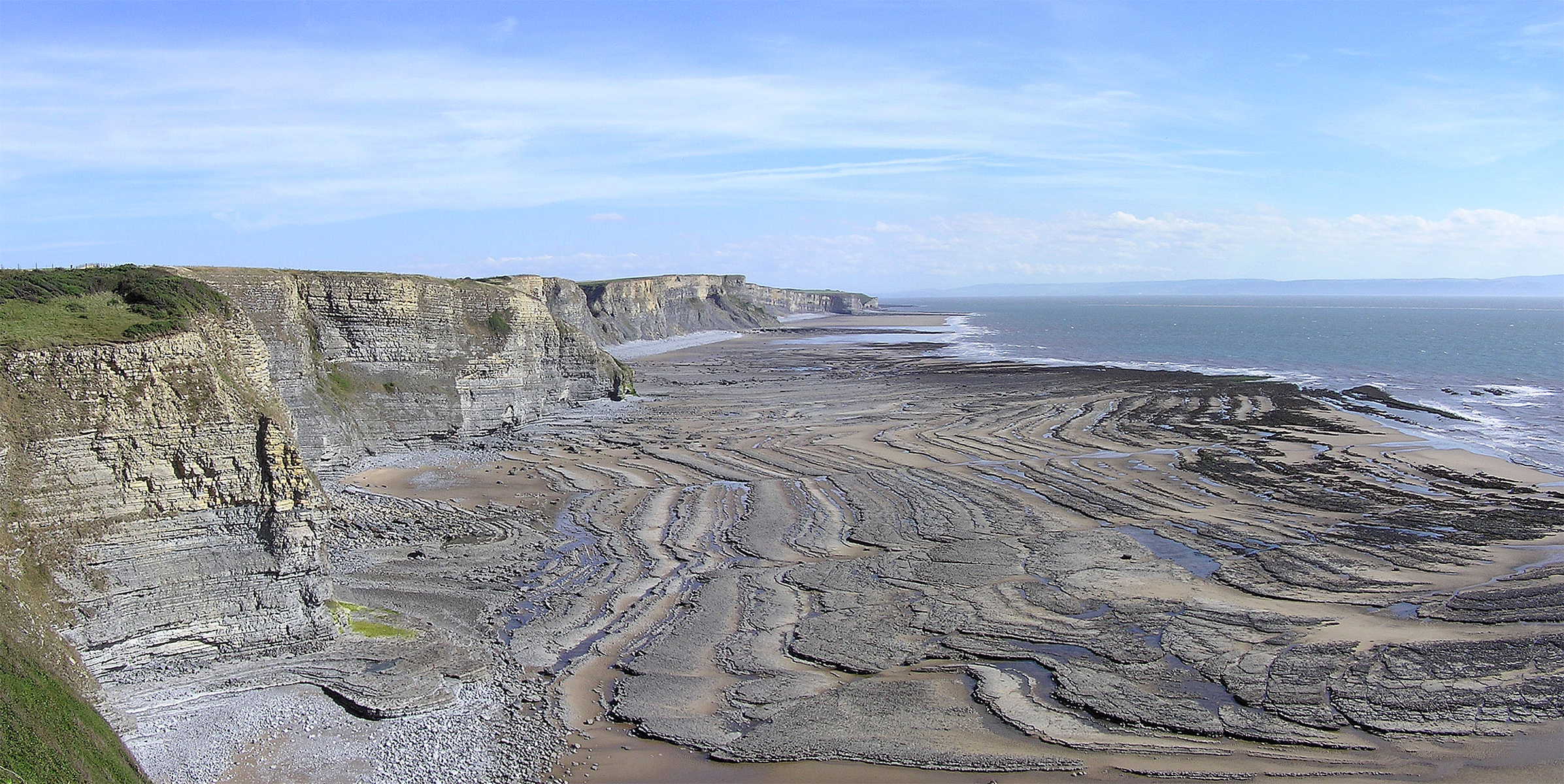
Abráziós terasz, Dél-Wales, Nagy-Britannia

Az abráziós terasz egy tengerparti forma, amelyet az erős hullámverés alakít ki. A kliffek fejlődésének utolsó állomása.

## Kialakulása
Az abráziós teraszok a kliffek előterében alakulnak ki. Az óceánról érkező nagy erejű hullámok a parti sziklákat folyamatosan pusztítják. A vízszint magasságában fekvő falszakaszon ún. abráziós fülke alakul ki. A fülke addig növekszik, míg a fölötte lévő kőzettömeg terhét az elvékonyodó falak már nem képesek megtartani. A sziklafal egy idő után a tengerbe omlik, törmelékanyagát a tengermozgás szétteríti. A vízszint alatt fekvő kőzetanyagot a hullámok nem pusztítják jelentős mértékben. Míg az abráziós part víz feletti része egyre hátrál a szárazföld irányába, addig a víz alatti rész helyben marad. A tenger által elragadott területen egy sekély vízzel borított, az idő múltával egyre szélesedő terasz keletkezik. A terasz felszíne megegyezik az egykori abráziós fülkék aljának vonalával. Az abráziós terasz külső szegélyén a partfal leomlásából származó törmelékterasz (akkumulációs terasz) található. Az abráziós terasz csökkenti a hullámok erejét, így a széles abráziós terasszal védett partszakaszok lassabban hátrálnak. A terasz nagyon kis mértékben (1-2°) a tenger felé lejt.
Az apály idején a egybefüggő sziklafelszínként szárazra kerülő teraszon csak a legszívósabb élőlények tudnak megtelepedni. Egyes esetekben a tenger homokkal tölti fel a sziklateraszt, igen attraktív strandokat hozván ezzel létre.
Az abráziós teraszokon a tektonikus mozgások és a tengerszint változásai is nyomon követhetők. A tengerszint felett magasan fekvő abráziós terasz emelkedő területről, vagy pedig a tengerszint csökkenéséről árulkodik.

## Galéria

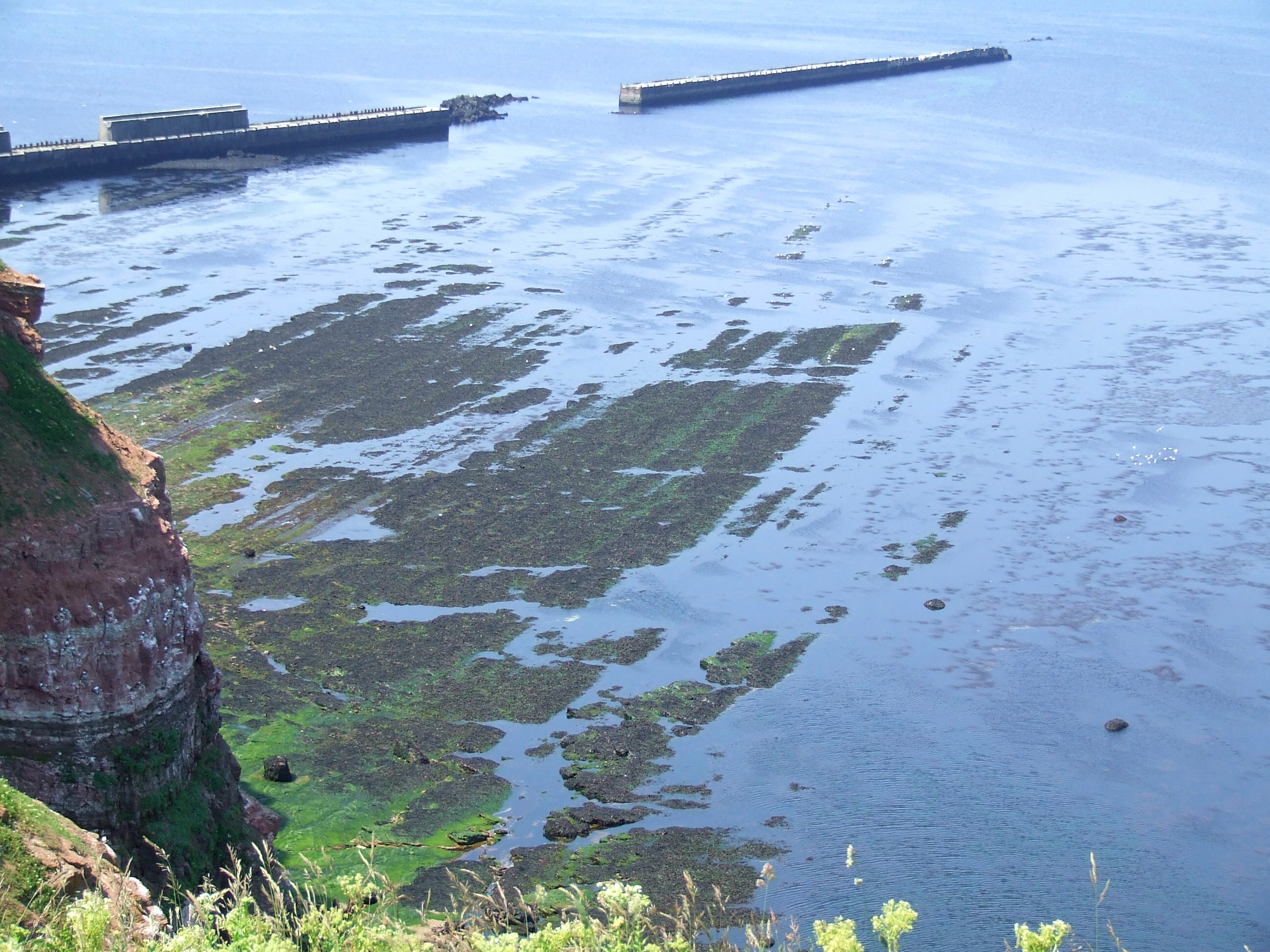
A terasz apály idején, Helgoland, Németország
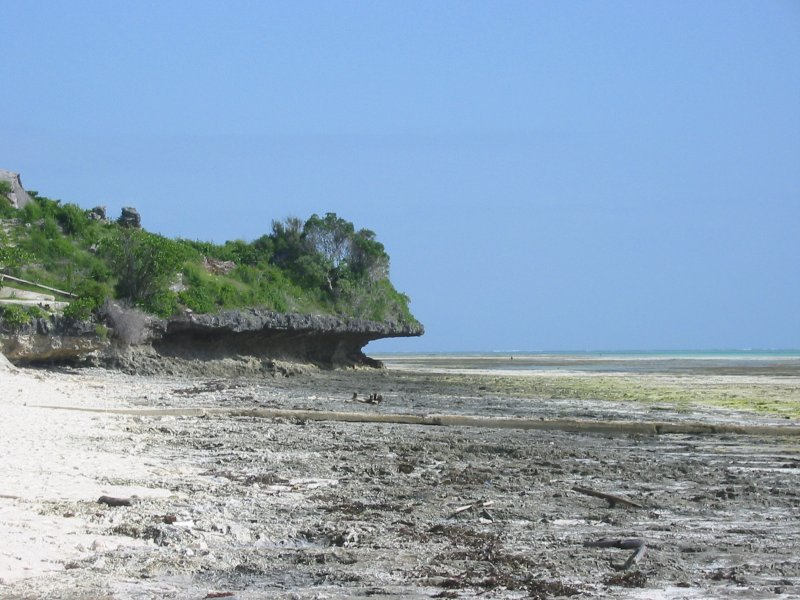
Abráziós fülke és terasz apálykor, Zanzibár, Tanzánia
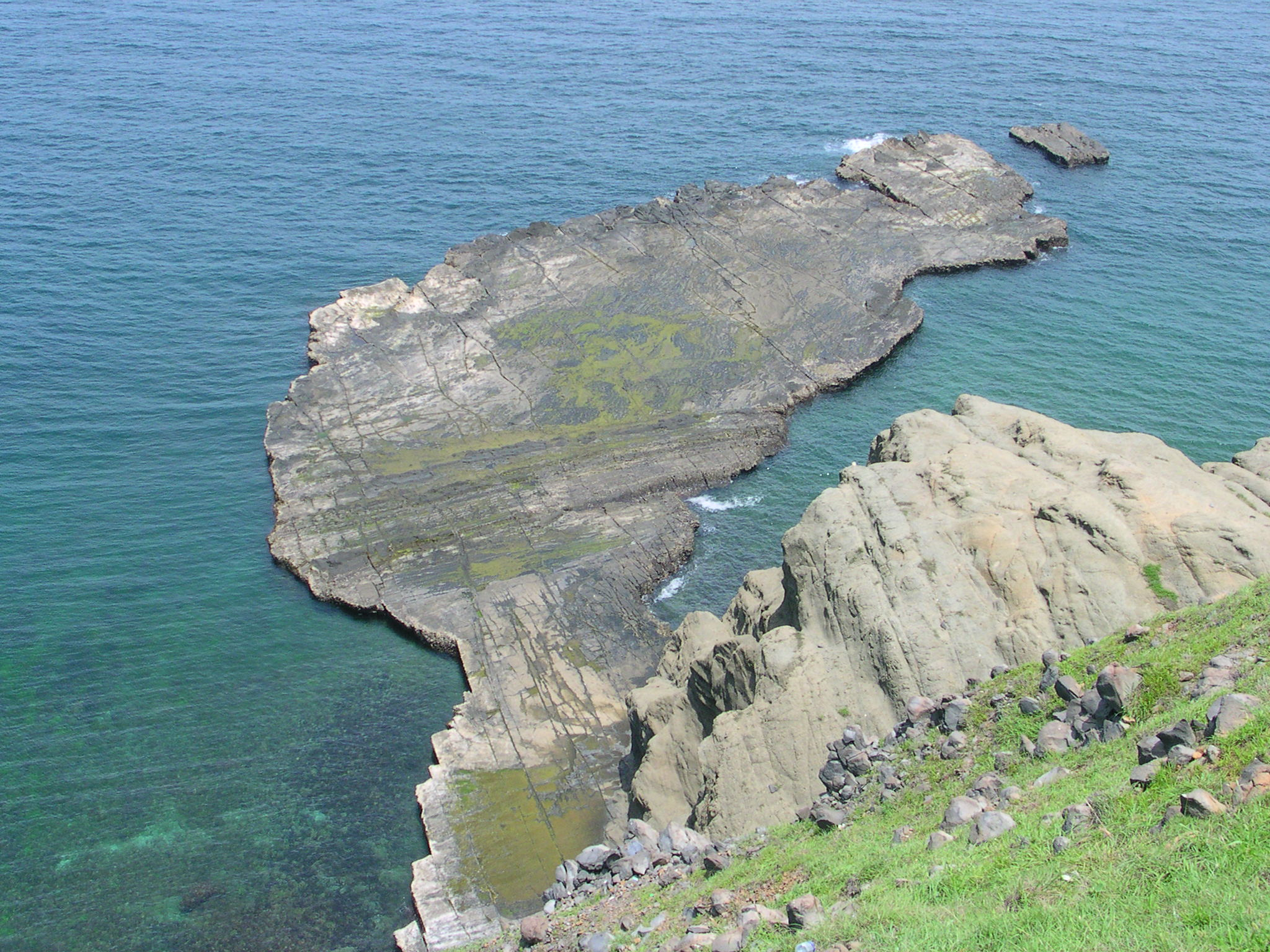
Abráziós torony helyén megmaradt terasz, Tajvan

## Fordítás
- Ez a szócikk részben vagy egészben  a   Wave-cut platform című angol Wikipédia-szócikk ezen változatának fordításán alapul.  Az eredeti cikk szerkesztőit annak laptörténete sorolja fel. Ez a jelzés csupán a megfogalmazás eredetét és a szerzői jogokat jelzi, nem szolgál a cikkben szereplő információk forrásmegjelöléseként.
- Ez a szócikk részben vagy egészben  a   Schorre című német Wikipédia-szócikk ezen változatának fordításán alapul.  Az eredeti cikk szerkesztőit annak laptörténete sorolja fel. Ez a jelzés csupán a megfogalmazás eredetét és a szerzői jogokat jelzi, nem szolgál a cikkben szereplő információk forrásmegjelöléseként.

## Külső hivatkozások
- Geothink Földtani Műhely
- Az abrázió